# Đorđe Novković
Đorđe Novković (2 september 1943 - Zagreb, 6 mei 2007) was een Joegoslavisch, later Kroatisch songwriter. Hij schreef voor artiesten in eigen land en voor afvaardigingen naar het Eurovisiesongfestival. Vertalingen van zijn liedjes werden uitgebracht door artiesten als Nana Mouskouri en Piet Veerman.

## Biografie
De geboorteplaats van Novković staat niet eenduidig vast. Op het moment van zijn dood in 2007 vermeldde de Kroatische componistenbond de Servische stad Šabac, terwijl veel kranten de stad Sarajevo vermelden. In deze Bosnische hoofdstad heeft hij wel zijn jeugd doorgebracht. Ook ging hij er naar de muziekacademie. Hij speelde daar in de band Indexi en richtte daarna zijn eigen band Pro Arte op.
Een van zijn successen als songwirter was het nummer Stari Pjer dat werd vertolkt door Ivica Percl. Het nummer sloeg in 1969 Europees aan toen de vertaling in Dans le soleil, dans le vent op de plaat werd gezet door Nana Mouskouri. In 1970 vertrok hij naar de Kroatische stad Zagreb om muziek te gaan schrijven voor de muziekmaatschappij Jugoton, later bekend onder de naam Croatia Records. Aan dit label bleef hij zijn gehele loopbaan verbonden.
In de jaren zeventig en tachtig speelde hij in op de Kroatische popproductie en hadden hij en collega-componiste Marina Tucaković beide hun grootste succes met het nummer Zora je dat door Neda Ukraden werd uitgebracht. De vertaling ervan naar het Engels door Alan Parfitt in Sailin' home werd de grootste hit van Piet Veerman als soloartiest. Het belandde op nummer 1 in Nederland en België en op nummer 4 in Oostenrijk. Het was eveneens de best verkochte single van Nederland in 1987.
Aan het begin van de jaren negentig hield hij zich daarnaast bezig met composities tijdens de eerste inzendingen van het nieuw opgerichte vaderland Kroatië, waaronder verschillende met een patriottisch karakter. Voorbeelden hiervan zijn Don't ever cry, Danke Deutschland en Moj je dragi u narodnoj gardi (Mijn vriend zit in het nationale leger). Patriottistische liedjes schreef hij echter ook al tijdens het Joegoslavië-tijdperk. Een voorbeeld daarvan is het lied Druže Tito, mi ti se kunemo (Kameraad Tito, we zweren trouw aan je).
In de jaren negentig probeerde hij met artiesten als Duško Lokin en Dolores om verschillende nummers van Ukraden opnieuw leven in te laten blazen. Verschillende jaren later behaalde hij successen met zijn werk voor de albums uit 1999 en 2001 van Severina Vučković.
Novković overleed in 2007, het jaar waarin hij zijn veertigjarig jubileum vierde. Hij liet onder meer een zoon na, Boris, een singer-songwriter van pop- en rockmuziek.
- Biblioteca Nacional de España: XX1539581
- Bibliothèque nationale de France: cb138066393 (data)
- International Standard Name Identifier: 0000 0000 6110 1199
- MusicBrainz: c257a432-b2b3-4ca3-aa70-5ad2f86e5e45
- Nationale Bibliotheek van Israël: 987009463768405171
- Virtual International Authority File: 87266321